# Place Francis-Poulenc
Ne doit pas être confondu avec Square Francis-Poulenc.
La place Francis-Poulenc est une voie située dans le quartier d'Amérique du 19e arrondissement de Paris en France. 

## Origine du nom
Elle rend hommage au compositeur français Francis Poulenc (1899-1963), membre du groupe des Six.

## Historique
La place est créée sur les terrains acquis par la ville de Paris en 1996 dans le cadre de l'aménagement de la ZAC Manin-Jaurès et prend sa dénomination en 1995.